# Забавне (Росія)
Заба́вне (рос. Забавное) — село (в минулому селище) у складі Табунського району Алтайського краю, Росія. Входить до складу Табунської сільської ради.

## Населення
Населення — 220 осіб (2010; 321 у 2002).
Національний склад (станом на 2002 рік):
- росіяни — 62 %